# František Čap
František Čáp, režiser, scenarist in montažer češkega rodu, delujoč tudi v Sloveniji, * 7. december 1913, Čachovice, Češka (tedaj Avstro-Ogrska), † 12. januar 1972, Ankaran, Slovenija (tedaj Jugoslavija).
František Čap se je rodil na Češkem, v Čachovicah, nekoliko večji vasi v Osrednječeški regiji, blizu Prage, ter je izhajal iz dokaj premožne rodbine. V Pragi je zaključil študij agronomije, vendar se je zgodaj pričel ukvarjati s filmom, tako da svojega poklica ni nikoli opravljal.

## Filmsko ustvarjanje

### Češko obdobje
Najprej je kot igralec nastopil v manj znanem celovečernem filmu Pred maturo (Pred maturitou), kmalu pa so mu bile zaupane tudi naloge režiserja. Pri svojem delu je hitro napredoval, morda delno tudi po zaslugi velikega češkega producenta Miloša Havla, lastnika Lucernafilma, in kmalu postal najbolj cenjeni in plačan režiser na Češkem. Že v njegovem prvem filmu Ognjeno poletje (Ohnivé léto) je na primer igrala Lida Baarova, znamenita in razvpita filmska igralka. Kasneje, ko so Češkoslovaško priključili k Tretjemu Reihu, je Čap sodeloval tudi s tedaj pomembnimi nemškimi igralci, npr. Sybille Schmitz, Willyjem Birgelom in Ottom Gebüchrom, ter snemal predvsem lahkotnejše romantične filme. Do konca vojne je tako posnel okoli deset celovečernih filmov tega žanra.
Po osvoboditvi Češkoslovaške je poleg drugih posnel tudi celovečerni film Možje brez kril (Muži bez krídel), o znamenitem atentatu na osovraženega nemškega guvernerja Heydricha. Leta 1948, ko so na Češkoslovaškem s sovjetsko pomočjo oblast prevzeli komunisti, je spoznal, da svoje kariere ne bo mogel več nadaljevati, zato je skupaj z materjo prebegnil v Zahodno Nemčijo.

### Slovensko obdobje
Na Bavarskem je Čapa srečal Branimir Tuma, direktor Triglav filma, iščoč strokovnjake, ki bi pomagali pri razvoju mlade slovenske filmske industrije.
Po prihodu v Slovenijo je Čap že s svojim prvim celovečercem Vesna (1953) pokazal tisto, kar je Tuma iskal. Čapov film Vesna je vse do konca sedemdesetih let dvajsetega stoletja ohranil rekord najbolj gledanega slovenskega filma, še posebej pa je pomemben kot obrtniško brezhiben izdelek, ki je v našo kinematografijo vnesel nove tehnične standarde kvalitete. Čap je v svojem slovenskem obdobju posnel enajst filmov, od katerih pa jih je bilo samo pet v izključni produkciji domačega Triglav filma, ostali pa so bili koprodukcije oziroma filmi za tuja podjetja.
Po Vesni je leta 1954 za nemški Saphir Film po motivih Maupasantove novele posnel V začetku je bil greh (Am Anfang war es Sünde), nato naslednje leto slovenski film Trenutki odločitve, o pomenu narodne sprave, leta 1956 pa za nemškega producenta Na pomoč, ljubi me! (Hilfe - sie liebt mich) in Orlovsko dekle (Die Geierwally). Italijansko-nemško-hrvaško koprodukcijo Dekle iz solin (La ragazza della salina), (tudi Kruh in sol) z 
Marcellom Mastroiannijem v glavni vlogi, so leta 1957 snemali na Sečoveljskih solinah. Leta 1957 mu je Triglav film zaupal film Ne čakaj na maj (1957), tudi žanra  lahkotne meščanske komedije, ki velja za nekakšno nadaljevanje Vesne, z isto igralsko zasedbo.
Čapov film Vrata ostanejo odprta (Vrata ostaju otvorena), posnet leta 1957 za producenta Bosna film, je danes najbolj znan po Čapovem odkritju mlade igralke Milene Dravić, ene od največjih igralskih imen v obdobju  Jugoslavije. Čapov slovenski vohunski film X-25 javlja je Triglav film prodal v nič manj kot 48 držav. Leta 1962 je posnel bosansko glasbeno komedijo Srečala se bova zvečer (Srešćemo se večeras), z Janezom Čukom in Borisom Buzančićem.
Komedija je bil tudi zadnji Čapov za Triglav film posneti celovečerni film Naš avto (1962), obrtniško v mnogih pogledih povsem kredibilen in gledljiv žanrski film, iz današnjega vidika celo dokumentaren, ki pa ob času predvajanja ni doživel uspeha pri občinstvu. Z njegovim neuspehom so se Čapu vrata slovenskega in jugoslovanskega filma zaprla (tudi iz političnih razlogov in zaradi njegove odmaknjenosti od centrov tedanjega filmskega dogajanja, ustvarjanja in odločanja), tako da ni dobil v režijo nobenega celovečernega filma več, za Triglav film je posnel zgolj še dokumentarni film Piran (1965).

## Čapovo življenje v Portorožu
Leta 1958 se je Čap za stalno preselil v Portorož, v vilo na Koprski ulici nad portoroškim hotelom Palace, med snemanjem filma Vesna pa je bival v ljubljanskem Hotelu Slon. Prav posebej mu je bil pri srcu Piran, kjer naj bi ga pogled z obzidja na mestne strehe spominjal na Prago. Celo materine posmrtne ostanke je hotel iz Münchna preseliti v Piran, da bi bila pokopana v deželi, ki si jo je izbral za drugo domovino, sprejel je tudi ponujeno jugoslovansko državljanstvo. Portorož pa je bil tedaj na robovih aktualnega slovenskega filmskega dogajanja. Ker je Čap bolj slabo govoril slovensko, je imel težave z vključitvijo v družbo, stike je navezal najbolj z dvojčicama Ido in Licio Petronio iz premožne optantske istrske družine. Ko mu je zmanjkalo domačih filmskih projektov, se je pogreznil v revščino. Ker ni prejemal pokojnine, se je preživljal zgolj z občasnimi montažerskimi aranžmaji na Dunaju, snemanjem TV serij, poskušal je tudi z gojenjem kokoši na najeti kmetiji v istrski vasi Marušići in s prodajo jajc portoroškim hotelom, kasneje z gojenjem kuncev ter oddajanjem apartmajev turistom v Portorožu, toda posli mu zaradi njegovega pomanjkanja smisla za podjetnost nikakor niso prinesli dobička in finančne gotovosti. Z nerazumevanjem okolice se je moral soočati tudi zaradi svoje homoseksualne usmerjenosti. Tako je Čap živel osamljen in od vseh pozabljen, zavedajoč se, da se ne bo mogel nikoli vrniti v svojo domovino in obiskati sorodnikov. Leta 1972 se je, čeprav svoje homoseksualnosti nikoli ni skrival, pripravljal na poroko z Ido Petronio, vendar je pred tem v nikoli povsem pojasnjenih okoliščinah, vedoč, da mu jetra odpovedujejo, umrl v ankaranski bolnišnici, kjer naj bi naredil »alkoholni samomor« (pod njegovo blazino naj bi našli steklenico žganja).
František Čap je pokopan na pokopališču v Piranu, v družinskem grobu rodbine Petronio.

## Filmografija
- Ognjeno poletje (1939) – sorežija z Václavom Krška
- Devica (1940)
- Babica (1940)
- Jan Cimbura (1941)
- Nočni metulj (1941)
- Preludij (1941)
- Knez Vaclav (1942, nedokončan)
- Plesalke (1943)
- Megle nad barjem (1943)
- Deklica iz Bezkida (1944)
- Z ruze kvítek (1945, nedokončan)
- Možje brez kril (1946)
- V znamenju sidra (1947)
- Križišče (1947, nedokončan)
- Muzikant (1948)
- Bela tema (1948)
- Kronjuwelen (1950)
- Das Ewige Spiel (1951)
- Sled vodi do Berlina (1952)
- Vesna (1953)
- V začetku je bil greh (1954)
- Trenutki odločitve (1955)
- Na pomoč, ljubi me! (1956)
- Orlovsko dekle (1956)
- Dekle iz solin (1957)
- Ne čakaj na maj (1957)
- Vrata ostanejo odprta (1959)
- X-25 javlja (1960)
- Srečala se bova zvečer (1962)
- Naš avto (1962)
- Piran (1965)
- Mafia – Die ehrenwerte Gesellschaft (1966)
- Rinaldo Rinaldini (TV serija) (1968)
- La Kermesse des brigands (TV serija) (1968)
- Das Kamel geht durch das Nadelöhr (TV serija) (1970)

## Nagrade
Leta 1941 je Čap za film Nočni metulj na Beneškem filmskem festivalu prejel zlatega leva po izboru žirije, leta 1946 so Možje brez kril na Filmskem festivalu v Cannesu skupaj z desetimi drugimi filmi prejeli zlato palmo. Leta 1953 so gledalci na Puljskem filmskem festivalu film Vesna razglasili za najboljši film festivala, strokovna žirija festivala pa je Čapu podelila še posebno priznanje za najboljšega režiserja.